# Christian Klucker
Christian Klucker, né le 28 septembre 1853 dans la vallée de Fex et mort le 21 décembre 1928, est un guide suisse.

## Biographie
D'abord maître d'école puis inspecteur de l'enseignement, Christian Klucker totalise au cours de sa carrière alpine plus de quarante premières ascensions et plus de quatre-vingt nouveaux itinéraires dans toutes les Alpes et plus particulièrement dans les Alpes pennines, l'Oberland bernois et les Alpes rhétiques. Il connaît ses principaux succès en compagnie de son client habituel, Ludwig Norman-Neruda. L'un de ses plus grands exploits est la première ascension de l'arête de Peuterey réussie en 1893 avec Paul Güssfeldt, Émile Rey et César Ollier. En 1901, Edward Whymper engage Klucker pour participer à une expédition dans les Rocheuses canadiennes commanditée par le Canadian Pacif Raiway, mais dont le but est moins de gravir des sommets que de découvrir de nouvelles voies d'accès. Alpiniste à la carrière exceptionnellement longue, Klucker ouvre encore des voies à l'âge de 74 ans.

## Ascensions
- 1890 - Face nord-est du Piz Roseg, le 16 juillet
- 1890 - Arête est de l'Ober Gabelhorn, le 1er août
- 1890 - Face nord-est du Liskamm, le 5 août
- 1891 - Face nord de la Punta delle Cinque Dita (2 998 m, Sassolungo), le 4 septembre
- 1893 - Arête de Peuterey, du 14 août au 17 août